# Neocunaxoides boltoides
Neocunaxoides boltoides är en spindeldjursart som beskrevs av Lin, Zhang och Ji 200. Neocunaxoides boltoides ingår i släktet Neocunaxoides och familjen Cunaxidae. Inga underarter finns listade i Catalogue of Life.